# SIC HD
SIC HD (SIC, Alta Definició de l'anglès High Definition) és un canal de televisió portuguès en alta definició, de caràcter generalista, de SIC. Va ser inaugurat amb motiu d'apropar l'alta definició a Portugal. SIC HD seria l'equivalent de TV3HD de Televisió de Catalunya o encara IB3 HD de la Televisió de les Illes Balears. Ha estat el primer canal de televisió HD que ha nascut a Portugal. Les seves emissions es van inaugurar amb la retransmissió del partit de futbol Benfica vs Everton, el 22 d'octubre del 2009. Posteriorment, han nascut altres competidors com ara TVI HD.